# Giuseppe Russi
Giuseppe Russi (Venezia, 1867 – Ancona, 24 novembre 1940) è stato un filantropo italiano, nonché diplomatico della Repubblica di San Marino a Ancona.

## Biografia
Nato nel 1867 a Venezia, in quello che era stato il Ghetto, sposò Bice Fano il 20 ottobre 1891. Sebbene la cerimonia fu officiata a Città di San Marino, il matrimonio fu registrato a Venezia, dove la coppia mantenne la propria residenza fino al settembre del 1899, quando si trasferì a San Marino con i due figli avuti nel frattempo e la madre di Russi. La famiglia prese domicilio in via Melchiorre Delfico, contrada Santa Croce - dov'era l'antico ghetto di San Marino. Il matrimonio ebbe termine tuttavia poco dopo il trasferimento.
Nel 1913 promosse l'impresa dell'aviatore triestino Gianni Widmer, che, con il suo Blériot XI, volò da Rimini al castello di Fiorentino.
Nel 1916 divenne primo presidente della Delegazione della Croce Rossa Italiana a San Marino (dal 1949 Croce Rossa Sammarinese) e trasferì la sede nella sua abitazione.
Nel 1921 venne nominato Console della Repubblica di San Marino ad Ancona, città nella quale la sua famiglia aveva interessi economici: due cugine del padre erano proprietarie di un grande magazzino di pellami. Ad Ancona morì e fu sepolto  nel 1940 a 77 anni, Il Popolo Sammarinese, quotidiano del Partito Fascista Sammarinese ricordò la sua figura nel necrologio:
(Il Popolo Sammarinese, 24 novembre 1940)
Suo figlio Armando fu nominato nel 1923 cancelliere del Consolato.